# Holger Seebach
Holger Seebach, född 17 mars 1922 i Århus, död 30 augusti 2011 i Odense, var en dansk fotbollsspelare.
Han blev olympisk bronsmedaljör i fotboll vid sommarspelen 1948 i London.